# Pipistrel Velis Electro
Die Pipistrel Velis Electro ist ein Elektroflugzeug des slowenischen Herstellers Pipistrel. Die Velis Electro erhielt am 10. Juni 2020 als erstes Flugzeug mit rein elektrischem Antriebssystem eine Typzulassung von der Europäischen Agentur für Flugsicherheit (EASA).

## Geschichte
Mit den seit den 1990er Jahren verfügbaren Lithium-Ionen-Akkus waren energiedichte und leistungsstarke Stromquellen entstanden. Um Praxiserfahrungen beim Einsatz von Elektroantrieben für ihre Flugzeugtypen zu sammeln, baute Pipistrel im Jahr 2014 die WATTsUP als Proof-of-Concept-Elektroflugzeug. Der Elektro-Prototyp, der auf der Sinus und Virus basierte, wurde erstmals am 30. August 2014 auf der Airshow „Salon de Blois“ in Frankreich gezeigt.

## Konstruktion

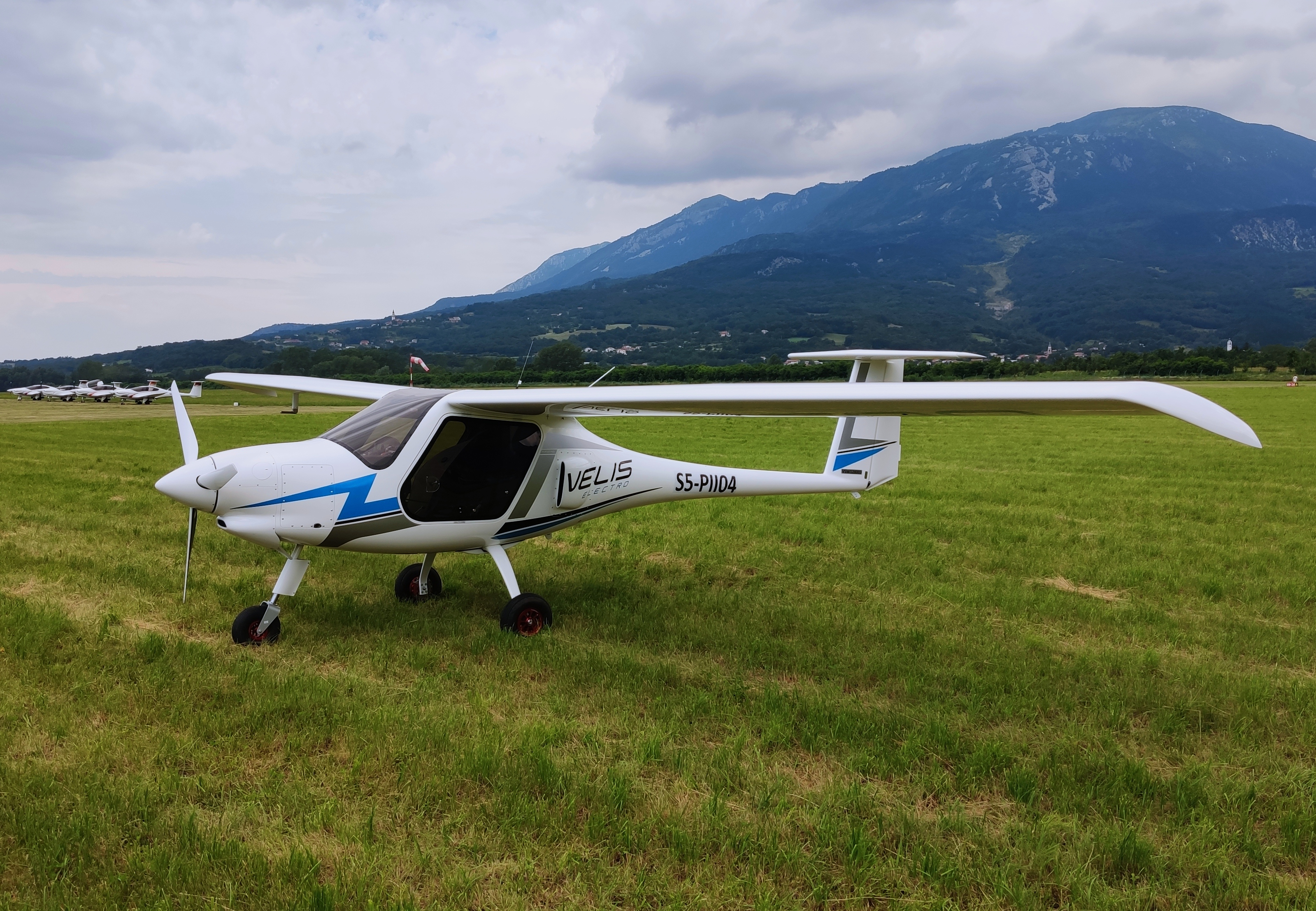
Pipistrel Velis Electro

Die Velis Electro ist ein zweisitziges Leichtflugzeug aus Verbundwerkstoffen. Sie basiert auf der Flugzeugzelle der Virus und ist ein freitragender Hochdecker. Die Maschine hat eine geschlossene Kabine mit zwei nebeneinander liegenden Sitzen, die über zwei Türen zugänglich sind. Sie hat ein festes Bugradfahrwerk und einen Elektromotor, der einen Propeller antreibt (Tractor-Konfiguration).
Die Flügelspannweite beträgt 10,71 m, die Flügelfläche 9,51 m², die Flügelstreckung 12,03. Der Flügel ist mit Dreistellungsklappen mit den Stellungen von 0°, 8° und 19° ausgestattet. Das Flugzeug hat ein Leergewicht von 428 kg und ein Bruttogewicht von 600 kg, was eine Nutzlast von 172 kg ergibt.
Das einzige zugelassene Triebwerk ist der flüssigkeitsgekühlte Elektromotor (Pipistrel E-811-268MVLC) mit 57,6 kW, ausgelegt für 2350/min im Dauerbetrieb. Beim Start sind für 90 Sekunden 2500/min zulässig. Der Pipistrel E-811 wurde in Zusammenarbeit mit den slowenischen Ingenieurbüros EMRAX und EMISO entwickelt, wurde am 18. Mai 2020 von der EASA zertifiziert und ist der erste zertifizierte elektrische Flugzeugmotor. Der Motor treibt einen dreiflügeligen Festpropeller (Pipistrel P-812-164-F3A) an. Die Velis Electro hat einen maximalen Geräuschpegel von 60 dB(A). Die Stromversorgung erfolgt über zwei parallel geschaltete flüssigkeitsgekühlte Lithiumakkumulatoren (Pipistrel PB345V124E-L 345 VDC) mit jeweils 12,4 kWh Energieinhalt; ein Akkumulator ist im Bug und einer zum Gewichtsausgleich hinter der Kabine montiert. Der Ladevorgang von 30 % auf 100 % dauert zwei Stunden, von 30 % auf 95 % dauert eine Stunde und 20 Minuten. Der Kühler für Wechselrichter und Motor ist unterhalb des Spinners in der Nase montiert, was eine andere Motorverkleidung als beim Virus-Design erfordert. Der seitliche Lufteinlass hinter dem Pilotensitz verbirgt den Kühler für die beiden Batterien. Die Maschine hat ein integriertes System zur ständigen Statusüberwachung des Antriebs, genannt „EPSI“, Electric Propulsion System Instrument.
Ein weiterer Unterschied zum Virus-Design sind die fehlenden Airbrakes in den Tragflächen, da für einen späteren Zeitpunkt die Bremsfunktion vom rekuperierenden Propeller übernommen werden soll. Aktuell (Stand 07-2022) ist die Rekuperation nicht möglich.
Die Maschine erhielt am 10. Juni 2020 die Typ-Zertifizierung der EASA gemäß der Bauvorschrift für Light Sport Aircraft (CS-LSA). Sie trägt in Deutschland dementsprechend ein Kennzeichen für Motorflugzeuge. Für Piloten ist eine Privatpilotenlizenz (PPL-A) notwendig, mit einer Lizenz für Luftsportgeräteführer kann die Velis nicht geflogen werden. Der kurze Zeitrahmen für die Erstzulassung eines Elektroflugzeugs wurde von der EASA auf die „enge Zusammenarbeit“ zwischen Hersteller und Agentur zurückgeführt. Die Velis Electro wurde als Variante der „Virus“ auf der gleichen Baumusterbescheinigung zugelassen und wird von der EASA offiziell als Virus SW 128 (Velis Electro) geführt.

## Produktion
Das Flugzeug ist in Produktion und die erste Maschine wurde am 16. Juli 2020 an einen Kunden in der Schweiz ausgeliefert. Bis zum Frühjahr 2021 lagen Bestellungen für über 80 Maschinen vor. Pro Monat werden fünf Maschinen produziert.

## Nutzung
Die Velis Electro wird im Wesentlichen für die Flugausbildung genutzt. Kunden sind Stand Juni 2022 eine Reihe von Flugschulen in der Schweiz (z.b Pitch Power Elektroflugschule) und Frankreich sowie die dänischen Luftstreitkräfte. In Deutschland bietet die Flugschule „Westflug“ am Flugplatz Aachen-Merzbrück eine Einweisung auf diesem Flugzeugtyp an.
In Aachen verfügt die FH über zwei Velis Elektroflugzeuge „zur Erforschung der Pilotenausbildung mit Elektro-Flugzeugen“. In den Niederlanden betreibt die E-Flight Academy auf dem Flugplatz Teuge mehrere Velis Electro für die Pilotenausbildung.
Das erste Elektroflugzeug in der Karibik wird von der E-Flight Academy auf Bonaire betrieben.
Seit Jänner 2022 wird sie am Flugplatz Vöslau als erstes manntragendes Elektroflugzeug Österreichs von einer Flugschule eingesetzt.
Das GreenAirSide-Projekt soll verschiedenen Flugschulen in England 50 Velis Electro Flugzeuge zur Verfügung stellen.
In Frankreich engagiert sich das Projekt „Elektropostal“ für den Einsatz von Velis Electro.

## Ladenetzwerk für e-Flugzeuge auf Flugplätzen
Die AlpinAirPlanes GmbH setzt sich für Ladeinfrastruktur auf Flugplätzen ein. Das „e-Grid“ genannte Ladenetzwerk verfügt auf aktuell (Stand 07/2022) auf 11 Flugplätzen (meistens auch die Homebase von Velis-Flugzeugen) über ein Velis-kompatibles Ladegerät. Der Flughafen St. Gallen Altenrhein ist neben dem Flughafen Bern der erste Verkehrsflugplatz mit Ladeinfrastruktur.
Die private Initiative „Electric Flight Route“ engagiert sich für den Aufbau von Ladeinfrastruktur auf Flugplätzen.

## Ladestandard
Die Velis-Electro-Flugzeuge werden mit einem GB/T-Stecker und einem Pipistrel-spezifischen Protokoll (OCPP1.6J) mit aktuell maximal 22 kW geladen. Die bisher einzigen zugelassenen Hersteller der Ladegeräte sind Pipistrel und Green Motion / EATON. Aktuell ist die Verabschiedung eines herstellerunabhängigen Ladestandards (SAE AS6968) in Arbeit.

## Technische Daten
| Kenngröße             | Daten                         |
| --------------------- | ----------------------------- |
| Besatzung             | 1                             |
| Passagiere            | 1                             |
| Länge                 | 6,47 m                        |
| Spannweite            | 10,71 m                       |
| Höhe                  | 1,90 m                        |
| Flügelfläche          | 9,51 m²                       |
| Flügelstreckung       | 12,04                         |
| Gleitzahl             | 15                            |
| Nutzlast              | 172 kg                        |
| Leermasse             | 428 kg                        |
| max. Startmasse       | 600 kg                        |
| Reisegeschwindigkeit  | 167 km/h                      |
| Höchstgeschwindigkeit | 181 km/h                      |
| Dienstgipfelhöhe      | 3660 m                        |
| Höchstflugdauer       | ca. 50 min (plus VFR-Reserve) |
| Triebwerke            | 1 Elektromotor 57,6 kW        |

## Trivia
Am 30. August 2020 wurde mit dem weltweit ersten, an eine Flugschule ausgelieferten, zugelassenen Velis Electro, der HB-SYE, das Projekt „Elektro-Weltrekord-Flug“ von Morell Westermann initiiert und von einer Reihe e-Mobility-Enthusiasten und Sponsoren aus dem Podcast-Umfeld von „CLEANELECTRIC“ unterstützt. In drei Tagen und mit 11 Zwischenlandungen wurde von Schänis (LSZX) in der Schweiz bis auf die deutsche Nordsee-Insel Norderney (EDWY) geflogen. Ziel des Projektes war zu beweisen, wie effizient, leise und zuverlässig e-Flugzeuge sein können. Auf der gesamten Strecke von 839 km wurden 190,963 kWh elektrische Energie (inklusive aller Ladeverluste) benötigt. Im Anschluss daran wurde das Flugzeug wieder nach Schänis zurückgeflogen und seitdem zur Pilotenausbildung genutzt.